# Bez komunistické strany by nebyla žádná nová Čína

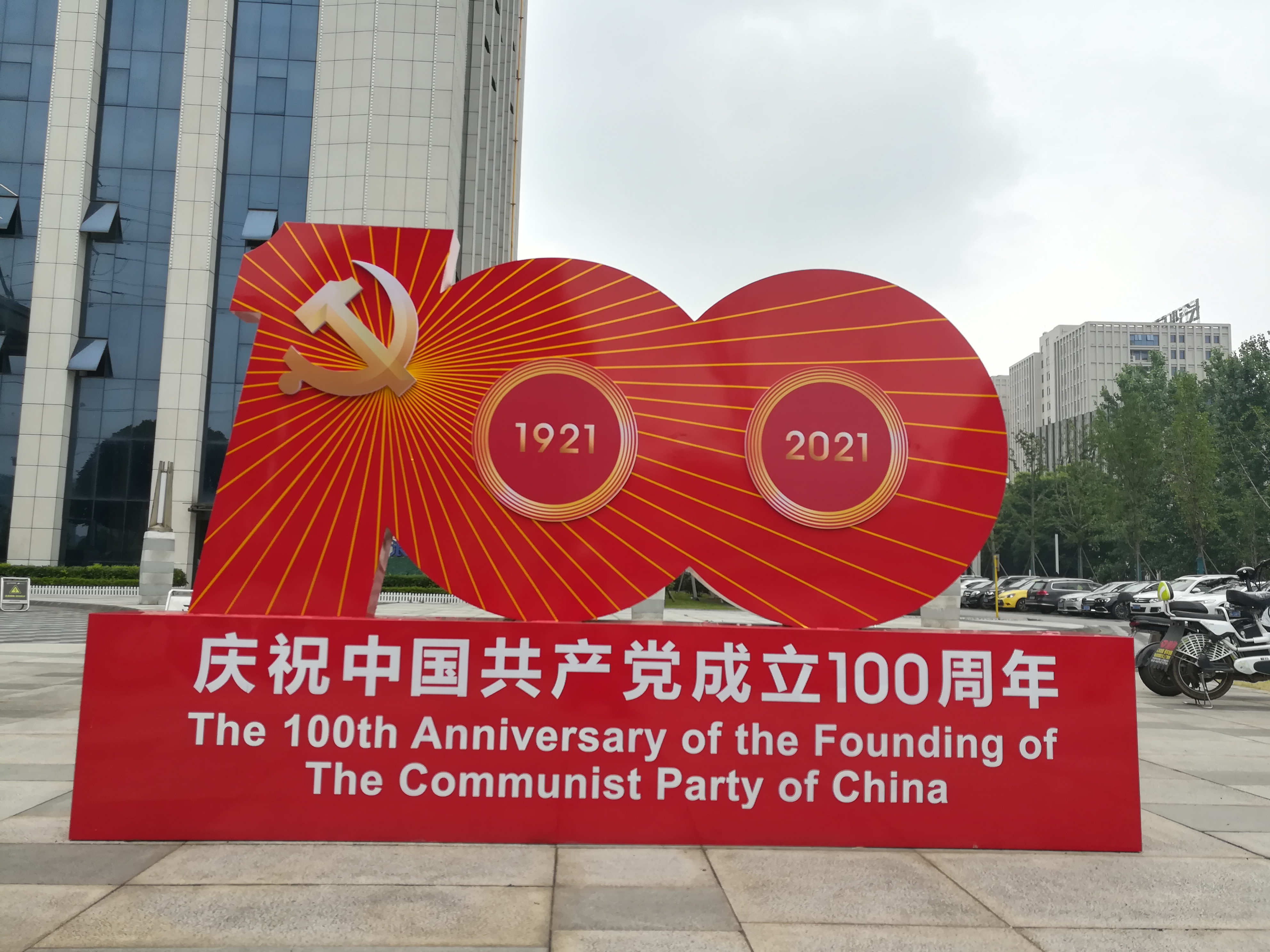
Propagační slogan v rámci oslav 100. Výročí založení komunistické strany

„Bez komunistické strany by nebyla žádná nová Čína“ též „Nebýt komunistické strany, není nové Číny“ (没有共产党就没有新中国, méiyǒu gòngchǎndǎng jiù méiyǒu xīn zhōngguó) je čínská revoluční (národně osvobozenecká) píseň, která vznikla v roce 1943 coby reakce na Čankajškem proklamované heslo „Bez Kuomintangu by nebyla žádná Čína“.

## Okolnosti vzniku
V březnu 1943, tedy v době vrcholící protijaponské války, byla vydána kniha Osud Číny (中国之命运, zhōngguó zhī mìngyùn), jejímž autorem byl tehdejší vůdce Kuomintangu Čankajšek. Osud Číny pojednával primárně o konceptu „jedna ideologie, jedna strana“ (一个主义一个党, yīgè zhǔyì yīgè dǎng) a v tomto duchu bylo koncipováno i motto knihy, a sice „Bez Kuomintangu by nebyla žádná Čína“ (没有国民党就没有中国, méiyǒu guómíndǎng jiù méiyǒu zhòng guó). Tato formulace a vidina osudu Číny byla samozřejmě trnem v oku konkurenční politické síle – Komunistické straně Číny, která 25. srpna téhož roku uveřejnila v deníku Jiefan ribao (解放日报) úvodník s názvem Bez Komunistické strany by nebyla žádná Čína, coby kritiku Čankajškova Osudu Číny, s tím, že na závěr poznamenala, že kdyby dnešní Čína neměla Komunistickou stranu Číny, tak by již žádná Čína vůbec neexistovala.
V říjnu 1943 složil na základě tohoto úvodníku, teprve 19letý voják, Cao Huoxing (曹火星) stejnojmennou píseň, která se stala jednou z nejslavnějších revolučních písní „nové“ Číny.
V roce 1944 byla píseň poprvé publikována v oblastních novinách Jinchaji ribao (晋察冀日报) a za nedlouho se ve všech tzv. osvobozených oblastech, které spravovala KS Číny, začal ozývat zpěv pracujícího lidu zpívajícího Cao Huoxingovu píseň.
Píseň se stala po založení ČLR stálicí revolučního repertoáru, zvláště pak během kulturní revoluce, kdy byla dokonce zakomponována do posledního dějství revoluční opery Východ je Rudý (东方红, Dōngfāng Hóng), stejně tak se objevila, coby grandiózní finále, i na závěr oslav 100. výročí vzniku Komunistické strany Číny v roce 2021.
V prosinci 1989 se v pamětech Tian Jiayinga (田家英), tajemníka Předsedy Mao Zedong, našla poznámka, že to byl právě Předseda Mao, kdo navrhl do textu přidat slovo „nová“. Tian Jiaying vzpomíná: "Jednoho dne v roce 1950, kdy Předseda Mao slyšel svou dceru Li Nu zpívat tuto píseň, okamžitě ji opravil a řekl: 'Bez komunistické strany, by nebylo Číny, by se mělo změnit na Bez komunistické strany by nebylo nové Číny'“. Mao Zedong formálně přednesl na zasedání ÚV KS Číny návrh na změnu textu, s odůvodněním, že „je lepší přidat slovo 'nový', neboť Čína s tak dlouhou historií, před vznikem KS Číny již existovala“. Po schválení oddělením propagandy ÚV KS Číny byla píseň oficiálně přejmenována na „Bez komunistické strany by nebyla nová Čína“.
V roce 2006 bylo ve vesnici Xiayunling (霞云岭乡) nedaleko Pekingu vybudováno muzeum zasvěcené této revoluční písni. Toto místo, kde vznikla píseň „Bez komunistické strany by nebylo nové Číny“, se tak stalo dalším poutním místem navštěvovaným v rámci tzv. rudého turismu.
Nutno ještě podotknout, že existuje i píseň, sice se stejnou melodií, ale s názvem „Bez komunistické strany teprve bude nová Čína“ (没有共产党才有新中国, méiyǒu gòngchǎndǎng cái yǒu xīn zhōngguó), jejíž text se nese ve značně antikomunistickém duchu.

## Text
| Originál v čínštině | Transkripce do pinyinu | Překlad do češtiny |
| --- | --- | --- |
| 没有共产党就没有新中国 没有共产党就没有新中国 共产党辛劳为民族 共产党他一心救中国 他指给了人民解放的道路 他领导中国走向光明 他坚持了抗战八年多 他改善了人民生活 他建设了敌后根据地 他实行了民主好处多 没有共产党就没有新中国 | Méiyǒu Gòngchǎndǎng jiù méiyǒu xīn Zhōngguó. Méiyǒu Gòngchǎndǎng jiù méiyǒu xīn Zhōngguó. Gòngchǎndǎng xīnláo wèi mínzú. Gòngchǎndǎng tā yīxīn jiù Zhōngguó. Tā zhǐgěi le rénmín jiěfàng de dàolù. Tā lǐngdǎo Zhōngguó zǒuxiàng guāngmíng. Tā jiānchí le kàngzhàn bā nián duō. Tā gǎishàn le rénmín shēnghuó. Tā jiànshè le díhòu gēnjùdì. Tā shixíng le mínzhǔ hǎochù duō. Méiyǒu Gòngchǎndǎng jiù méiyǒu xīn Zhōngguó. | Nebýt komunistické strany není nové Číny. Nebýt komunistické strany není nové Číny. Komunistická strana tvrdě dřela pro národ. Komunistická strana z celého srdce chrání Čínu. Vede lid vstříc svobodě. Vede Čínu vstříc světlým zítřkům. Ve válce odporu vydržela více než osm let. Zlepšila život lidu. Stavěla základny v týlu nepřítele. Vede nás vstříc vysokým demokratickým úspěchům. Nebýt komunistické strany není nové Číny. |